# Atlantagrotis hemileuca
Atlantagrotis hemileuca là một loài bướm đêm trong họ Noctuidae.